# Felipe Borrallo Rubio
Felipe Borrallo Rubio (Badajoz, 1949) és un caricaturista espanyol resident a Barcelona, conegut per ser coautor del personatge Makoki, el qual és considerat un clàssic del còmic underground català. Durant una segona etapa de la seva vida, es va dedicar a l'activisme del cànnabis, essent cofundador de la primera associació cannàbica a l'Estat espanyol, l'Associació Ramon Santos d'Estudis sobre el Cànnabis (ARSEC), i de la primera revista sobre cànnabis en castellà, Cáñamo.

## Biografia
Juntament amb Juanito Mediavilla i Miguel Gallardo va crear el 1977 el personatge de còmic Makoki i va obrir a la plaça del Pi de Barcelona una botiga de còmics homònima. També va col·laborar amb la fundació del Saló del Còmic de Barcelona.
El 1990 fou processat per l'edició del còmic humorístic Hitler = SS, dels autors francesos Jean-Marie Gourio i Philippe Vuilllemin.
Amb la crisi del món del còmic una dècada més tard, Borrallo va deixar l'ofici de caricaturista i va reconvertir la llibreria Makoki en una botiga especialitzada en substàncies psicotròpiques, que va estar en actiu fins al 2008. El 1997 va fundar, juntament amb Gaspar Fraga, Jaime Prats i Moisés López la revista Cáñamo, la primera publicació internacional sobre cànnabis de l'àmbit hispanoamericà.

## Publicacions
- 1979 - Las aventuras de Makoki. Laertes-Cómic, nr. 1.
- 1990 - Las aventuras de Makoki. Editorial Complot, sèrie Misión Imposible, nr. 25.
- 1994 - En el nombre del padre. Toca'l dos. Amb imatges de Parcerisa.